# Siga Garsó
Siga Garsó   (Vezseny, 17 de setembre de 1831 - Viena, 8 de març de 1915), també conegut com a Sigmund Garso o Zsigmond Garso, fou un tenor, compositor, professor de cant, coral, escriptor i teòleg hongarès.
Va ser alumne de Giovanni Gentiluomo a Pest: debut 1854 a Arad com a Lionel a l'òpera Marta de Friedrich von Flotow: havent cantat a diversos teatres, d'Amsterdam, Berlín, Bremen, Wroclaw, Gdansk, Darmstadt, Dresden, Hamburg, Kassel, Colònia, Múnic, Nuremberg, es va establir com a professor a Bremen.
Va escriure Ein Offenes Wort über Gesang (1854), Wie lernt man singen? (1889); Schule der speziellen Stimmbildung auf der Basis des losen Tones (1911). - Cf. H. Rasch, S. G. a" Allgem, Music Ztg. (1915, núm. 13)